# Nodopelta rigneae
Nodopelta rigneae is een slakkensoort uit de familie van de Peltospiridae. De wetenschappelijke naam van de soort is voor het eerst geldig gepubliceerd in 2001 door Warén & Bouchet.